# Preston on Stour
Preston on Stour est un village et une paroisse civile du Warwickshire, en Angleterre.